# Thai League Cup 2016
Der Thai League Cup 2016 war die siebte Saison in der zweiten Ära eines Fußballwettbewerbs in Thailand. Das Turnier wurde von Toyota gesponsert und war daher auch als Toyota League Cup (thailändisch โตโยต้า ลีกคัพ) bekannt.  Das Turnier begann mit der ersten Qualifikationsrunde am 23. März 2016 und wurde am 14. September 2016 vorzeitig beendet. Aufgrund des Todes von König Bhumibol Adulyadej wurde der Wettbewerb 2016 nach dem Halbfinale beendet und den beiden Halbfinalisten (Muangthong United und Buriram United) wurde der Titel zugesprochen.
Das Preisgeld für den Sieger soll rund 5 Millionen Baht betragen, der Zweitplatzierte wird rund 1 Million Baht erhalten. Das fairste Team erhielt einen Toyota Hilux Vigo, der wertvollster Spieler erhielt einen Toyota Camry Hybrid.

## Termine
| Runde                  | Datum                                  |
| ---------------------- | -------------------------------------- |
| 1. Qualifikationsrunde | 23. März 2016                          |
| 2. Qualifikationsrunde | 30. März 2016 und 6. April 2016        |
| 1. Runde               | 9./10. April 2016                      |
| 2. Runde               | 8. Juni 2016                           |
| Achtelfinale           | 6. Juli 2016                           |
| Viertelfinale          | 10. August 2016                        |
| Halbfinale             | 17. August 2016 und 14. September 2016 |
| Finale                 | 15. Oktober 2016                       |

## Spiele

### 1. Qualifikationsrunde

#### Northern Region
| Datum                      |                  | Ergebnis              |                     |
| -------------------------- | ---------------- | --------------------- | ------------------- |
| 23. März 2016 um 15:30 Uhr | Nan FC           | 2:3                   | Tak City FC         |
| 23. März 2016 um 15:30 Uhr | Phetchabun FC    | 1:1 n. V. (4:3 i. E.) | Phitsanulok FC      |
| 23. März 2016 um 18:00 Uhr | Phayao FC        | 2:3 n. V.             | Nongbua Pitchaya FC |
| 23. März 2016 um 18:00 Uhr | Kamphaengphet FC | 0:1                   | Loei City FC        |

#### North Eastern Region
| Datum                      |                     | Ergebnis               |                      |
| -------------------------- | ------------------- | ---------------------- | -------------------- |
| 23. März 2016 um 15:30 Uhr | Sakon Nakhon FC     | 1:1 n. V. (4:5 i. E.)  | Nong Khai FT         |
| 23. März 2016 um 15:30 Uhr | Yasothon FC         | 2:2 n. V. (5:4. i. E.) | Mukdahan Lamkhong FC |
| 23. März 2016 um 18:00 Uhr | Sisaket United FC   | 6:2                    | Kalasin FC           |
| 23. März 2016 um 18:00 Uhr | Ubon Ratchathani FC | 0:0 n. V. (3:5 i. E.)  | Khon Kaen FC         |
| 23. März 2016 um 18:00 Uhr | Roi Et United FC    | 2:1                    | Surin City FC        |

#### Central Region
| Datum                      |                       | Ergebnis |                      |
| -------------------------- | --------------------- | -------- | -------------------- |
| 23. März 2016 um 15:30 Uhr | Ayutthaya United FC   | 2:1      | Saraburi TRU FC      |
| 23. März 2016 um 15:30 Uhr | Phanthong FC          | 1:4      | Ayutthaya Warrior FC |
| 23. März 2016 um 17:00 Uhr | Uthai Thani Forest FC | 0:1      | Nakhon Sawan FC      |

#### Eastern Region
| Datum                      |                        | Ergebnis              |                 |
| -------------------------- | ---------------------- | --------------------- | --------------- |
| 23. März 2016 um 16:00 Uhr | Prachinburi United FC  | 0:1                   | Chanthaburi FC  |
| 23. März 2016 um 18:00 Uhr | Pluakdaeng United FC   | 1:1 n. V. (3:5 i. E.) | Kabin United FC |
| 23. März 2016 um 18:00 Uhr | Pattaya City FC        | 0:0 n. V. (4:5 i. E.) | Sakaeo FC       |
| 23. März 2016 um 18:30 Uhr | Chachoengsao Hi-Tek FC | 2:1                   | Nakhon Nayok FC |

#### Western Region
| Datum                      |                      | Ergebnis |                            |
| -------------------------- | -------------------- | -------- | -------------------------- |
| 23. März 2016 um 16:00 Uhr | Assumption United FC | 3:0      | IPE Samut Sakhon United FC |
| 23. März 2016 um 18:00 Uhr | Samut Sakhon FC      | 6:0      | Nonthaburi FC              |
| 23. März 2016 um 18:00 Uhr | Thonburi City FC     | 1:4      | BTU United FC              |
| 23. März 2016 um 18:00 Uhr | Muangkan United FC   | 2:3      | Krung Thonburi FC          |

#### Bangkok & Eastern Region
| Datum                      |                            | Ergebnis              |                           |
| -------------------------- | -------------------------- | --------------------- | ------------------------- |
| 23. März 2016 um 15:30 Uhr | Kasem Bundit University FC | 2:0                   | Samut Prakan United       |
| 23. März 2016 um 15:30 Uhr | Raj-Pracha FC              | 0:0 n. V. (2:4 i. E.) | Internazionale Pattaya FC |
| 23. März 2016 um 15:30 Uhr | Royal Thai Fleet FC        | 1:0                   | Pathum Thani United FC    |
| 23. März 2016 um 18:00 Uhr | Customs United             | 6:1                   | Sinthana Kabinburi FC     |
| 23. März 2016 um 18:00 Uhr | Pattaya FC                 | 0:1                   | Look E San FC             |

#### Bangkok & Field Region
| Datum                      |                       | Ergebnis              |                              |
| -------------------------- | --------------------- | --------------------- | ---------------------------- |
| 23. März 2016 um 15:30 Uhr | Dome FC               | 0:1                   | Bangkok Christian College FC |
| 23. März 2016 um 15:30 Uhr | North Bangkok College | 0:0 n. V. (2:4 i. E.) | Kasetsart University         |
| 23. März 2016 um 16:00 Uhr | Royal Thai Army FC    | 1:0                   | Rangsit                      |

#### Southern Region
| Datum                      |                 | Ergebnis  |                  |
| -------------------------- | --------------- | --------- | ---------------- |
| 23. März 2016 um 15:00 Uhr | Yala United FC  | 5:1       | Phattalung FC    |
| 23. März 2016 um 15:30 Uhr | Satun United FC | 2:1       | Nara United FC   |
| 23. März 2016 um 17:00 Uhr | Phang Nga FC    | 4:5 n. V. | Pattani FC       |
| 23. März 2016 um 19:00 Uhr | Phuket FC       | 3:2 n. V. | Ranong United FC |

### 2. Qualifikationsrunde

#### Northern Region
| Datum                      |                     | Ergebnis  |                    |
| -------------------------- | ------------------- | --------- | ------------------ |
| 30. März 2016 um 17:00 Uhr | Phetchabun FC       | 0:1 n. V. | Lamphun Warrior FC |
| 30. März 2016 um 15:00 Uhr | Nongbua Pitchaya FC | 4:0       | Phrae United FC    |
| 30. März 2016 um 18:00 Uhr | Tak City FC         | 3:1       | Uttaradit FC       |

#### Central Region
| Datum                      |                 | Ergebnis              |                         |
| -------------------------- | --------------- | --------------------- | ----------------------- |
| 30. März 2016 um 18:00 Uhr | Nakhon Sawan FC | 2:2 n. V. (7:6 i. E.) | Singburi Bang Rachan FC |

#### Eastern Region
| Datum                      |                        | Ergebnis |                         |
| -------------------------- | ---------------------- | -------- | ----------------------- |
| 30. März 2016 um 15:30 Uhr | Kabin United FC        | 2:1      | Marines Eureka FC       |
| 30. März 2016 um 17:00 Uhr | Sakaeo FC              | 3:0      | TA Benchamarachuthit FC |
| 30. März 2016 um 18:30 Uhr | Chachoengsao Hi-Tek FC | 3:1      | Samut Prakan FC         |

#### Western Region
| Datum                      |               | Ergebnis |           |
| -------------------------- | ------------- | -------- | --------- |
| 30. März 2016 um 18:00 Uhr | BTU United FC | 1:0      | Simork FC |

#### Bangkok & Eastern Region
| Datum                      |                           | Ergebnis              |                            |
| -------------------------- | ------------------------- | --------------------- | -------------------------- |
| 30. März 2016 um 15:30 Uhr | Look E San FC             | 3:2                   | Banbueng FC                |
| 30. März 2016 um 15:30 Uhr | Internazionale Pattaya FC | 0:0 n. V. (6:5 i. E.) | Royal Thai Fleet FC        |
| 30. März 2016 um 18:00 Uhr | Customs United FC         | 3:2                   | Kasem Bundit University FC |

#### Bangkok & Field Region
| Datum                      |                              | Ergebnis |                            |
| -------------------------- | ---------------------------- | -------- | -------------------------- |
| 30. März 2016 um 19:00 Uhr | Bangkok Christian College FC | 1:3      | Grakcu Tabfah Pathum Thani |

#### Southern Region
| Datum                      |           | Ergebnis  |                |
| -------------------------- | --------- | --------- | -------------- |
| 6. April 2016 um 19:00 Uhr | Phuket FC | 1:0 n. V. | Surat Thani FC |

### 1. Runde
| Datum                       |                            | Ergebnis              |                         |
| --------------------------- | -------------------------- | --------------------- | ----------------------- |
| 9. April 2016 um 15:30 Uhr  | Satun United FC            | 0:1                   | Pattaya United          |
| 9. April 2016 um 15:30 Uhr  | Kasetsart University       | 0:0 n. V. (3:0 i. E.) | Angthong FC             |
| 9. April 2016 um 15:45      | Pattani FC                 | 1:1 n. V. (3:4 i. E.) | Muangthong United       |
| 9. April 2016 um 17:00 Uhr  | Nongbua Pitchaya FC        | 1                     | Khon Kaen United FC     |
| 9. April 2016 um 17:00 Uhr  | Nong Khai FT               | 1:1 n. V. (4:3 i. E.) | Samut Songkhram FC      |
| 9. April 2016 um 18:00 Uhr  | Ubon UMT United            | 4:0                   | Army United             |
| 9. April 2016 um 18:00 Uhr  | Chanthaburi FC             | 2:0                   | Ratchaburi Mitr Phol    |
| 9. April 2016 um 18:00 Uhr  | Roi Et United FC           | 1:4                   | Lampang FC              |
| 9. April 2016 um 18:00 Uhr  | Customs United             | 0:2                   | Air Force Central       |
| 9. April 2016 um 18:00 Uhr  | Nakhon Sawan FC            | 1:3 n. V.             | BBCU FC                 |
| 9. April 2016 um 18:00 Uhr  | Ayutthaya Warrior FC       | 1:1 n. V. (5:4 i. E.) | Bangkok FC              |
| 9. April 2016 um 18:00 Uhr  | Samut Sakhon FC            | 1:4                   | Chonburi FC             |
| 9. April 2016 um 19:00 Uhr  | Lamphun Warrior FC         | 1:0                   | Chainat Hornbill FC     |
| 9. April 2016 um 19:00 Uhr  | Khon Kaen FC               | 2:1 n. V.             | PT Prachuap FC          |
| 9. April 2016 um 19:00 Uhr  | Assumption United FC       | 1:2 n. V.             | BEC Tero Sasana FC      |
| 9. April 2016 um 19:00 Uhr  | Phuket FC                  | 1:4                   | Bangkok United          |
| 10. April 2016 um 15:00 Uhr | Yala United FC             | 1:2                   | Bangkok Glass           |
| 10. April 2016 um 15:30 Uhr | Krung Thonburi FC          | 1:3                   | PTT Rayong FC           |
| 10. April 2016 um 15:30 Uhr | Ayutthaya United FC        | 0:1                   | Suphanburi FC           |
| 10. April 2016 um 15:30 Uhr | Kabin United FC            | 1:4                   | Krabi FC                |
| 10. April 2016 um 15:30 Uhr | Loei City FC               | 2:3                   | Navy FC                 |
| 10. April 2016 um 15:30 Uhr | Look E San FC              | 1:2 n. V.             | Thai Honda Ladkrabang   |
| 10. April 2016 um 15:30 Uhr | Yasothon FC                | 0:1                   | Osotspa Samut Prakan    |
| 10. April 2016 um 16:00 Uhr | Internazionale Pattaya FC  | 0:2                   | Nakhon Ratchasima FC    |
| 10. April 2016 um 17:00 Uhr | Royal Thai Army FC         | 1:7                   | Buriram United          |
| 10. April 2016 um 17:00 Uhr | Sakaeo FC                  | 0:2                   | Sisaket FC              |
| 10. April 2016 um 17:00 Uhr | Grakcu Tabfah Pathum Thani | 1:4                   | Thai Port               |
| 10. April 2016 um 17:30 Uhr | Tak City FC                | 2:1                   | Chiangmai FC            |
| 10. April 2016 um 18:00 Uhr | BTU United FC              | 0:2                   | Chiangrai United        |
| 10. April 2016 um 18:00 Uhr | Songkhla United FC         | 3:2                   | Rayong FC               |
| 10. April 2016 um 18:00 Uhr | Sisaket United FC          | 0:1                   | Nakhon Pathom United FC |
| 10. April 2016 um 18:30 Uhr | Chachoengsao Hi-Tek FC     | 1:1 n. V. (1:4 i. E.) | Sukhothai FC            |

### 2. Runde
| Datum                     |                         | Ergebnis              |                      |
| ------------------------- | ----------------------- | --------------------- | -------------------- |
| 8. Juni 2016 um 15:30 Uhr | Kasetsart University    | 0:0 n. V. (5:4 i. E.) | PTT Rayong FC        |
| 8. Juni 2016 um 17:00 Uhr | Nongbua Pitchaya FC     | 1:4                   | Pattaya United       |
| 8. Juni 2016 um 17:00 Uhr | Tak City FC             | 2:2 n. V. (4:3 i. E.) | Navy FC              |
| 8. Juni 2016 um 18:00 Uhr | Nong Khai FT            | 0:7                   | Buriram United       |
| 8. Juni 2016 um 19:00 Uhr | Thai Port               | 1:0                   | Bangkok Glass        |
| 8. Juni 2016 um 18:00 Uhr | Chanthaburi FC          | 1:4 n. V.             | BEC Tero Sasana FC   |
| 8. Juni 2016 um 18:00 Uhr | Ubon UMT United         | 2:1                   | Chiangrai United     |
| 8. Juni 2016 um 18:00 Uhr | Krabi FC                | 4:1                   | Suphanburi FC        |
| 8. Juni 2016 um 18:00 Uhr | Thai Honda Ladkrabang   | 0:1                   | Osotspa Samut Prakan |
| 8. Juni 2016 um 18:00 Uhr | Lampang FC              | 1:0                   | BBCU FC              |
| 8. Juni 2016 um 18:00 Uhr | Air Force Central       | 1:1 n. V. (5:6 i. E.) | Chonburi FC          |
| 8. Juni 2016 um 18:00 Uhr | Songkhla United FC      | 4:1                   | Nakhon Ratchasima FC |
| 8. Juni 2016 um 18:00 Uhr | Nakhon Pathom United FC | 0:2                   | Muangthong United    |
| 8. Juni 2016 um 19:00 Uhr | Ayutthaya Warrior FC    | 0:3                   | Bangkok United       |
| 8. Juni 2016 um 19:00 Uhr | Khon Kaen FC            | 1:2 n. V.             | Sukhothai FC         |
| 8. Juni 2016 um 19:00 Uhr | Lamphun Warrior FC      | 0:1 n. V.             | Sisaket FC           |

### Achtelfinale
| Datum                     |                      | Ergebnis  |                      |
| ------------------------- | -------------------- | --------- | -------------------- |
| 6. Juli 2016 um 17:30 Uhr | Tak City FC          | 1:2 n. V. | Bangkok United       |
| 6. Juli 2016 um 18:00 Uhr | Kasetsart University | 0:2       | Buriram United       |
| 6. Juli 2016 um 18:00 Uhr | Ubon UMT United      | 1:2       | Muangthong United    |
| 6. Juli 2016 um 18:00 Uhr | Krabi FC             | 3:1       | Sukhothai FC         |
| 6. Juli 2016 um 18:00 Uhr | Lampang FC           | 3:0       | Pattaya United       |
| 6. Juli 2016 um 18:00 Uhr | Thai Port            | 2:1       | BEC Tero Sasana FC   |
| 6. Juli 2016 um 18:00 Uhr | Songkhla United FC   | 2:1       | Osotspa Samut Prakan |
| 6. Juli 2016 um 19:00 Uhr | Chonburi FC          | 1:2 n. V. | Sisaket FC           |

### Viertelfinale
| Datum                        |                    | Ergebnis              |                |
| ---------------------------- | ------------------ | --------------------- | -------------- |
| 10. August 2016 um 18:00 Uhr | Songkhla United FC | 2:1                   | Sisaket FC     |
| 10. August 2016 um 18:00 Uhr | Thai Port          | 4:1                   | Lampang FC     |
| 10. August 2016 um 19:00 Uhr | Bangkok United     | 3:3 n. V. (4:5 i. E.) | Buriram United |
| 10. August 2016 um 19:00 Uhr | Muangthong United  | 2:1 n. V.             | Krabi FC       |

### Halbfinale

#### Hinspiele
| Datum                        |                | Ergebnis |                    |
| ---------------------------- | -------------- | -------- | ------------------ |
| 17. August 2016 um 18:00 Uhr | Buriram United | 3:1      | Songkhla United FC |
| 17. August 2016 um 18:00 Uhr | Thai Port      | 1:2      | Muangthong United  |

#### Rückspiele
| Datum                           |                    | Ergebnis |                |
| ------------------------------- | ------------------ | -------- | -------------- |
| 14. September 2016 um 18:00 Uhr | Songkhla United FC | 0:0      | Buriram United |
| 14. September 2016 um 19:00 Uhr | Muangthong United  | 1:1      | Thai Port      |

### Finale
| Datum            |                | Ergebnis |                   |
| ---------------- | -------------- | -------- | ----------------- |
| 15. Oktober 2016 | Buriram United |          | Muangthong United |

Aufgrund des Todes von König Bhumibol Adulyadej wurde der Wettbewerb 2016 nach dem Halbfinale abgebrochen und beiden Finalisten (Buriram United und Muangthong United) der Titel zugesprochen.